# Burg Stetten
Die Burg Stetten ist eine abgegangene Niederungsburg im Gebiet des Ortsteils Stetten der Gemeinde Achstetten im Landkreis Biberach in Baden-Württemberg.
Die heute nicht mehr genau lokalisierbare Burg lag vermutlich südlich des Rathauses in der Nähe des Ortsbachs, wurde bald nur noch als „Burgstall mit Weiher“ bezeichnet und war im 17. Jahrhundert Gartenland. Die Burg wurde vermutlich im 12. Jahrhundert von dem 1181 bis 1182 erwähnten edelfreien Heinrich von Stetten erbaut. Die Burg war 1385 mindestens zum Teil im Besitz von Eberhard von Freyberg, der im selben Jahr die Hälfte daran mit allen Rechten an den Ulmer Bürger Peter Wagner verkaufte und der 1386 bis 1387 das ganze Dorf an das Kloster Wiblingen veräußerte, was infolge den Wilblinger Abt Heinrich V. Mayer zum ungeteilten Dorfherr machte.